# Џамија Есме султаније
Џамија Есме Султаније или Чаршијска џамија налази се у централном делу Јајца. Изграђена је 1773. године и једина је џамија у Босни и Херцеговини која носи име по некој жени. Убраја се међу највредније споменике исламско—османске архитектуре у Јајцу и представља национални споменик Босне и Херцеговине. У потпуности је срушена 1993. године, а обновљена 2010. године

## Историјат
Џамија је грађена у периоду од 1753. до 1773. године, средствима Есме султаније, која је била удата за Мехмед-пашу Соколовића, тада намесника у Босни и и Херцеговини. Уз џамију су саграђени и шадрван, кућа за потребе Исламске заједнице и две зграде, а након тога формирано је и мезарје где су сахрањивани имами, мујезини, мутевелије и други знаменити људи Јајца. Стара џамија припадала је централном поткуполном типу џамија, са накривљеним софама и каменим минатером, високом 29 m.
Током рата у Босни и Херцеговини џамија је у потпуности срушена. Камен темељац за нову џамију постављен је 27. јуна 2003. године, а 2010. године је обновљена. Дугачка 9,49 m, широка 9,55 m и има један минарет.

## Галерија
- Џамија током реконструкције, 2008.